# Olympische Sommerspiele 2020/Handball – Männer
Das olympische Handballturnier der Männer war einer der beiden Handballwettbewerbe der Spiele der XXXII. Olympiade im Jahr 2021 in Tokio. Die Austragung war vom 25. Juli bis 8. August 2020 geplant. Wegen der COVID-19-Pandemie wurden die Wettbewerbe um ein Jahr verschoben; sie wurden vom 24. Juli bis zum 7. August 2021 ausgetragen. Austragungsort war die Kokuritsu Yoyogi Kyōgijō. Olympiasieger wurde die französische Mannschaft.

## Qualifikation
Qualifiziert für das olympische Turnier waren der Weltmeister 2019, die dänische Nationalmannschaft, sowie die vier Sieger der kontinentalen Meisterschaften, die zwischen 2019 und 2020 ausgetragen wurden. Japan war als Gastgeber automatisch qualifiziert.
Letzte Qualifikationsmöglichkeit waren im Jahr 2021 drei Turniere, bei denen sich jeweils zwei Mannschaften qualifizierten. Teilgenommen haben an diesen Turnieren jeweils vier Mannschaften, die Plätze wurden nach dem Abschneiden bei Welt- und Kontinentalmeisterschaften vergeben. Es nahmen jeweils die sechs besten Mannschaften der Weltmeisterschaft teil, die noch nicht für das olympische Turnier qualifiziert waren. Hinzu kamen je zwei Mannschaften aus den Verbänden von Europa und Asien sowie eine Mannschaft aus Amerika und Afrika.
Qualifiziert hatten sich folgende zwölf Mannschaften:
| Qualifikationswettbewerb          | Datum                      | Ort                               | Plätze | Qualifizierte Teams      |
| --------------------------------- | -------------------------- | --------------------------------- | ------ | ------------------------ |
| Gastgeber                         | 7. September 2013          | Buenos Aires (Argentinien)        | 1      | Japan                    |
| Weltmeisterschaft 2019            | 10.–27. Januar 2019        | Dänemark und Deutschland          | 1      | Dänemark                 |
| Panamerikanische Spiele 2019      | 26. Juli – 11. August 2019 | Peru                              | 1      | Argentinien              |
| Asiatisches Qualifikationsturnier | 17.–27. Oktober 2019       | Katar                             | 1      | Bahrain                  |
| Afrikameisterschaft 2020          | 16.–26. Januar 2020        | Tunesien                          | 1      | Ägypten                  |
| Europameisterschaft 2020          | 10.–26. Januar 2020        | Österreich, Norwegen und Schweden | 1      | Spanien                  |
| Olympia-Qualifikationsturnier 1   | 12.–14. März 2021          | Podgorica (Montenegro)            | 2      | Norwegen und Brasilien   |
| Olympia-Qualifikationsturnier 2   | 12.–14. März 2021          | Montpellier (Frankreich)          | 2      | Frankreich und Portugal  |
| Olympia-Qualifikationsturnier 3   | 12.–14. März 2021          | Berlin (Deutschland)              | 2      | Schweden und Deutschland |

## Auslosung
Am 1. April 2021 fand um 10 Uhr am Verbandssitz der International Handball Federation die Auslosung der Vorrundengruppen statt. Die zwölf qualifizierten Mannschaften spielten in der Vorrunde in zwei Sechsergruppen. Japan als Gastgeber der Olympischen Spiele konnte nach Ziehung aller anderen Töpfe seine Vorrundengruppe wählen. Brasilien als zweites Team des Topfs 4 komplettierte danach die andere Gruppe. Die besten vier Mannschaften jeder der beiden Vorrundengruppen qualifizierten sich für das Viertelfinale.
Den sechs Lostöpfen waren folgende Mannschaften zugeteilt:
- Topf 1: Norwegen und Dänemark
- Topf 2: Frankreich und Schweden
- Topf 3: Deutschland und Portugal
- Topf 4: Brasilien und Japan
- Topf 5: Spanien und Ägypten
- Topf 6: Argentinien und Bahrain

## Spielplan

### Vorrunde

#### Gruppe A
Alle Zeiten sind in Ortszeit (UTC+9) angegeben.

##### Tabelle
| Pl. | Land        | Sp. | S | U | N | Tore      | Diff. | Punkte |
| --- | ----------- | --- | - | - | - | --------- | ----- | ------ |
| 1.  | Frankreich  | 5   | 4 | 0 | 1 | 0162:1480 | +14   | 8      |
| 2.  | Spanien     | 5   | 4 | 0 | 1 | 0155:1420 | +13   | 8      |
| 3.  | Deutschland | 5   | 3 | 0 | 2 | 0146:1310 | +15   | 6      |
| 4.  | Norwegen    | 5   | 3 | 0 | 2 | 0136:1320 | +4    | 6      |
| 5.  | Brasilien   | 5   | 1 | 0 | 4 | 0128:1450 | −17   | 2      |
| 6.  | Argentinien | 5   | 0 | 0 | 5 | 0125:1540 | −29   | 0      |

Bei Punktgleichheit entschied der direkte Vergleich.
| Legende | Legende                            |
| ------- | ---------------------------------- |
| _       | qualifiziert für das Viertelfinale |

##### Spiele
| 24. Juli 2021 9:00 Uhr | Norwegen                      | 27:24        | Brasilien                     | Kokuritsu Yoyogi Kyōgijō, Tokio Schiedsrichter: Václav Horáček, Jiří Novotný |
| 24. Juli 2021 9:00 Uhr | meiste Tore: Sander Sagosen 8 | (12:13)      | meiste Tore: Haniel Langaro 5 | Kokuritsu Yoyogi Kyōgijō, Tokio Schiedsrichter: Václav Horáček, Jiří Novotný |
| 24. Juli 2021 9:00 Uhr |                               | Spielbericht | Strafen: 1× 6× 1×             | Kokuritsu Yoyogi Kyōgijō, Tokio Schiedsrichter: Václav Horáček, Jiří Novotný |

| 24. Juli 2021 11:00 Uhr | Frankreich                       | 33:27        | Argentinien                  | Kokuritsu Yoyogi Kyōgijō, Tokio Schiedsrichter: Youcef Belkhiri, Sid Ali Hamidi |
| 24. Juli 2021 11:00 Uhr | meiste Tore: Melvyn Richardson 7 | (12:10)      | meiste Tore: Diego Simonet 8 | Kokuritsu Yoyogi Kyōgijō, Tokio Schiedsrichter: Youcef Belkhiri, Sid Ali Hamidi |
| 24. Juli 2021 11:00 Uhr | Strafen: 1× 5×                   | Spielbericht | Strafen: 1× 4×               | Kokuritsu Yoyogi Kyōgijō, Tokio Schiedsrichter: Youcef Belkhiri, Sid Ali Hamidi |

| 24. Juli 2021 16:15 Uhr | Deutschland                     | 27:28        | Spanien                                       | Kokuritsu Yoyogi Kyōgijō, Tokio Schiedsrichter: Mirza Kurtagic, Mattias Wetterwik |
| 24. Juli 2021 16:15 Uhr | meiste Tore: Steffen Weinhold 5 | (13:12)      | meiste Tore: Adrià Figueras, Aleix Gómez je 5 | Kokuritsu Yoyogi Kyōgijō, Tokio Schiedsrichter: Mirza Kurtagic, Mattias Wetterwik |
| 24. Juli 2021 16:15 Uhr | Strafen: 2× 5×                  | Spielbericht | Strafen: 2×                                   | Kokuritsu Yoyogi Kyōgijō, Tokio Schiedsrichter: Mirza Kurtagic, Mattias Wetterwik |

| 26. Juli 2021 9:00 Uhr | Brasilien                      | 29:34        | Frankreich                                                          | Kokuritsu Yoyogi Kyōgijō, Tokio Schiedsrichter: Mirza Kurtagic, Mattias Wetterwik |
| 26. Juli 2021 9:00 Uhr | meiste Tore: Leonardo Dutra 10 | (13:16)      | meiste Tore: Nicolas Tournat, Nikola Karabatić, Michaël Guigou je 4 | Kokuritsu Yoyogi Kyōgijō, Tokio Schiedsrichter: Mirza Kurtagic, Mattias Wetterwik |
| 26. Juli 2021 9:00 Uhr | Strafen: 1× 3× 1×              | Spielbericht | Strafen: 2×                                                         | Kokuritsu Yoyogi Kyōgijō, Tokio Schiedsrichter: Mirza Kurtagic, Mattias Wetterwik |

| 26. Juli 2021 11:00 Uhr | Argentinien                                      | 25:33        | Deutschland                                       | Kokuritsu Yoyogi Kyōgijō, Tokio Schiedsrichter: Václav Horáček, Jiří Novotný |
| 26. Juli 2021 11:00 Uhr | meiste Tore: Diego Simonet, Ramiro Martínez je 5 | (13:14)      | meiste Tore: Marcel Schiller, Timo Kastening je 7 | Kokuritsu Yoyogi Kyōgijō, Tokio Schiedsrichter: Václav Horáček, Jiří Novotný |
| 26. Juli 2021 11:00 Uhr | Strafen: 3× 4×                                   | Spielbericht | Strafen: 2× 3× 1×                                 | Kokuritsu Yoyogi Kyōgijō, Tokio Schiedsrichter: Václav Horáček, Jiří Novotný |

| 26. Juli 2021 16:15 Uhr | Spanien                        | 28:27        | Norwegen                     | Kokuritsu Yoyogi Kyōgijō, Tokio Schiedsrichter: Gjorgji Načevski, Slave Nikolov |
| 26. Juli 2021 16:15 Uhr | meiste Tore: Adrià Figueras 10 | (13:14)      | meiste Tore: Magnus Jøndal 9 | Kokuritsu Yoyogi Kyōgijō, Tokio Schiedsrichter: Gjorgji Načevski, Slave Nikolov |
| 26. Juli 2021 16:15 Uhr | Strafen: 1× 5×                 | Spielbericht | Strafen: 2×                  | Kokuritsu Yoyogi Kyōgijō, Tokio Schiedsrichter: Gjorgji Načevski, Slave Nikolov |

| 28. Juli 2021 16:15 Uhr | Norwegen                      | 27:23        | Argentinien                                      | Kokuritsu Yoyogi Kyōgijō, Tokio Schiedsrichter: Ricardo Fonseca, Duarte Santos |
| 28. Juli 2021 16:15 Uhr | meiste Tore: Sander Sagosen 7 | (13:12)      | meiste Tore: Diego Simonet, Ignacio Pizarro je 5 | Kokuritsu Yoyogi Kyōgijō, Tokio Schiedsrichter: Ricardo Fonseca, Duarte Santos |
| 28. Juli 2021 16:15 Uhr | Strafen: 2× 4×                | Spielbericht | Strafen: 2× 7×                                   | Kokuritsu Yoyogi Kyōgijō, Tokio Schiedsrichter: Ricardo Fonseca, Duarte Santos |

| 28. Juli 2021 19:30 Uhr | Brasilien                       | 25:32        | Spanien                    | Kokuritsu Yoyogi Kyōgijō, Tokio Schiedsrichter: Mads Hansen, Jesper Madsen |
| 28. Juli 2021 19:30 Uhr | meiste Tore: João Pedro Silva 6 | (16:18)      | meiste Tore: Ferrán Solé 5 | Kokuritsu Yoyogi Kyōgijō, Tokio Schiedsrichter: Mads Hansen, Jesper Madsen |
| 28. Juli 2021 19:30 Uhr | Strafen: 5×                     | Spielbericht | Strafen: 2× 1×             | Kokuritsu Yoyogi Kyōgijō, Tokio Schiedsrichter: Mads Hansen, Jesper Madsen |

| 28. Juli 2021 21:30 Uhr | Frankreich              | 30:29        | Deutschland                   | Kokuritsu Yoyogi Kyōgijō, Tokio Schiedsrichter: Gjorgji Načevski, Slave Nikolov |
| 28. Juli 2021 21:30 Uhr | meiste Tore: Dika Mem 6 | (16:13)      | meiste Tore: Timo Kastening 7 | Kokuritsu Yoyogi Kyōgijō, Tokio Schiedsrichter: Gjorgji Načevski, Slave Nikolov |
| 28. Juli 2021 21:30 Uhr | Strafen: 1×             | Spielbericht | Strafen: 1×                   | Kokuritsu Yoyogi Kyōgijō, Tokio Schiedsrichter: Gjorgji Načevski, Slave Nikolov |

| 30. Juli 2021 9:00 Uhr | Argentinien                    | 23:25        | Brasilien                          | Kokuritsu Yoyogi Kyōgijō, Tokio Schiedsrichter: Koo Bon-ok, Lee Se-ok |
| 30. Juli 2021 9:00 Uhr | meiste Tore: Ramiro Martínez 6 | (7:14)       | meiste Tore: João Pedro da Silva 7 | Kokuritsu Yoyogi Kyōgijō, Tokio Schiedsrichter: Koo Bon-ok, Lee Se-ok |
| 30. Juli 2021 9:00 Uhr | Strafen: 2× 4× 1×              | Spielbericht | Strafen: 1× 5× 1×                  | Kokuritsu Yoyogi Kyōgijō, Tokio Schiedsrichter: Koo Bon-ok, Lee Se-ok |

| 30. Juli 2021 14:15 Uhr | Frankreich                  | 36:31        | Spanien                                        | Kokuritsu Yoyogi Kyōgijō, Tokio Schiedsrichter: Václav Horáček, Jiří Novotný |
| 30. Juli 2021 14:15 Uhr | meiste Tore: Nedim Remili 9 | (18:12)      | meiste Tore: Alex Dujshebaev, Aleix Gómez je 5 | Kokuritsu Yoyogi Kyōgijō, Tokio Schiedsrichter: Václav Horáček, Jiří Novotný |
| 30. Juli 2021 14:15 Uhr | Strafen: 2× 3×              | Spielbericht | Strafen: 1× 2×                                 | Kokuritsu Yoyogi Kyōgijō, Tokio Schiedsrichter: Václav Horáček, Jiří Novotný |

| 30. Juli 2021 21:30 Uhr | Deutschland                   | 28:23        | Norwegen                      | Kokuritsu Yoyogi Kyōgijō, Tokio Schiedsrichter: Arthur Brunner, Morad Salah |
| 30. Juli 2021 21:30 Uhr | meiste Tore: Uwe Gensheimer 6 | (14:11)      | meiste Tore: Sander Sagosen 7 | Kokuritsu Yoyogi Kyōgijō, Tokio Schiedsrichter: Arthur Brunner, Morad Salah |
| 30. Juli 2021 21:30 Uhr | Strafen: 2× 3×                | Spielbericht | Strafen: 1× 6× 1×             | Kokuritsu Yoyogi Kyōgijō, Tokio Schiedsrichter: Arthur Brunner, Morad Salah |

| 1. August 2021 14:15 Uhr | Spanien                    | 36:27        | Argentinien                    | Kokuritsu Yoyogi Kyōgijō, Tokio Schiedsrichter: Mirza Kurtagic, Mattias Wetterwik |
| 1. August 2021 14:15 Uhr | meiste Tore: Aleix Gómez 6 | (17:12)      | meiste Tore: Ignacio Pizarro 5 | Kokuritsu Yoyogi Kyōgijō, Tokio Schiedsrichter: Mirza Kurtagic, Mattias Wetterwik |
| 1. August 2021 14:15 Uhr | Strafen: 3×                | Spielbericht | Strafen: 3×                    | Kokuritsu Yoyogi Kyōgijō, Tokio Schiedsrichter: Mirza Kurtagic, Mattias Wetterwik |

| 1. August 2021 16:15 Uhr | Norwegen                      | 32:29        | Frankreich                                      | Kokuritsu Yoyogi Kyōgijō, Tokio Schiedsrichter: Gjorgji Načevski, Slave Nikolov |
| 1. August 2021 16:15 Uhr | meiste Tore: Sander Sagosen 7 | (15:15)      | meiste Tore: Hugo Descat, Nikola Karabatić je 5 | Kokuritsu Yoyogi Kyōgijō, Tokio Schiedsrichter: Gjorgji Načevski, Slave Nikolov |
| 1. August 2021 16:15 Uhr | Strafen: 1×                   | Spielbericht | Strafen: 1× 3×                                  | Kokuritsu Yoyogi Kyōgijō, Tokio Schiedsrichter: Gjorgji Načevski, Slave Nikolov |

| 1. August 2021 19:30 Uhr | Deutschland                                    | 29:25        | Brasilien                     | Kokuritsu Yoyogi Kyōgijō, Tokio Schiedsrichter: Václav Horáček, Jiří Novotný |
| 1. August 2021 19:30 Uhr | meiste Tore: Juri Knorr, Steffen Weinhold je 6 | (16:12)      | meiste Tore: Leonardo Dutra 7 | Kokuritsu Yoyogi Kyōgijō, Tokio Schiedsrichter: Václav Horáček, Jiří Novotný |
| 1. August 2021 19:30 Uhr | Strafen: 1× 3×                                 | Spielbericht | Strafen: 2×                   | Kokuritsu Yoyogi Kyōgijō, Tokio Schiedsrichter: Václav Horáček, Jiří Novotný |

#### Gruppe B
Alle Zeiten sind in Ortszeit (UTC+9) angegeben.

##### Tabelle
| Pl. | Land     | Sp. | S | U | N | Tore      | Diff. | Punkte |
| --- | -------- | --- | - | - | - | --------- | ----- | ------ |
| 1.  | Dänemark | 5   | 4 | 0 | 1 | 0174:1390 | +35   | 8      |
| 2.  | Ägypten  | 5   | 4 | 0 | 1 | 0154:1340 | +20   | 8      |
| 3.  | Schweden | 5   | 4 | 0 | 1 | 0144:1420 | +2    | 8      |
| 4.  | Bahrain  | 5   | 1 | 0 | 4 | 0129:1490 | −20   | 2      |
| 5.  | Portugal | 5   | 1 | 0 | 4 | 0143:1560 | −13   | 2      |
| 6.  | Japan    | 5   | 1 | 0 | 4 | 0146:1700 | −24   | 2      |

Bei Punktgleichheit entschied der direkte Vergleich.
Tordifferenzen Platz 1–3: (Dänemark +2, Ägypten 0, Schweden -2).
Tordifferenzen Platz 4–6: (Bahrain +1, Portugal 0, Japan -1).
| Legende | Legende                            |
| ------- | ---------------------------------- |
| _       | qualifiziert für das Viertelfinale |

##### Spiele
| 24. Juli 2021 14:15 Uhr | Schweden                     | 32:31        | Bahrain                      | Kokuritsu Yoyogi Kyōgijō, Tokio Schiedsrichter: Arthur Brunner, Morad Salah |
| 24. Juli 2021 14:15 Uhr | meiste Tore: Hampus Wanne 13 | (16:18)      | meiste Tore: Mohamed Ahmed 6 | Kokuritsu Yoyogi Kyōgijō, Tokio Schiedsrichter: Arthur Brunner, Morad Salah |
| 24. Juli 2021 14:15 Uhr | Strafen: 1× 3×               | Spielbericht | Strafen: 2× 5×               | Kokuritsu Yoyogi Kyōgijō, Tokio Schiedsrichter: Arthur Brunner, Morad Salah |

| 24. Juli 2021 19:30 Uhr | Portugal                   | 31:37        | Ägypten                     | Kokuritsu Yoyogi Kyōgijō, Tokio Schiedsrichter: Slave Nikolov, Gjorgji Načevski |
| 24. Juli 2021 19:30 Uhr | meiste Tore: João Ferraz 6 | (15:15)      | meiste Tore: Ahmed Hesham 7 | Kokuritsu Yoyogi Kyōgijō, Tokio Schiedsrichter: Slave Nikolov, Gjorgji Načevski |
| 24. Juli 2021 19:30 Uhr | Strafen: 2× 5×             | Spielbericht | Strafen: 1× 2×              | Kokuritsu Yoyogi Kyōgijō, Tokio Schiedsrichter: Slave Nikolov, Gjorgji Načevski |

| 24. Juli 2021 21:30 Uhr | Dänemark                                       | 47:30        | Japan                        | Kokuritsu Yoyogi Kyōgijō, Tokio Schiedsrichter: Robert Schulze, Tobias Tönnies |
| 24. Juli 2021 21:30 Uhr | meiste Tore: Jacob Holm, Magnus Saugstrup je 9 | (25:14)      | meiste Tore: Hiroki Motoki 8 | Kokuritsu Yoyogi Kyōgijō, Tokio Schiedsrichter: Robert Schulze, Tobias Tönnies |
| 24. Juli 2021 21:30 Uhr | Strafen: 1×                                    | Spielbericht | Strafen: 1× 4×               | Kokuritsu Yoyogi Kyōgijō, Tokio Schiedsrichter: Robert Schulze, Tobias Tönnies |

| 26. Juli 2021 14:15 Uhr | Ägypten                     | 27:32        | Dänemark                     | Kokuritsu Yoyogi Kyōgijō, Tokio Schiedsrichter: Oscar Raluy López, Angel Sabroso Ramírez |
| 26. Juli 2021 14:15 Uhr | meiste Tore: Ahmed Hesham 6 | (15:14)      | meiste Tore: Mikkel Hansen 9 | Kokuritsu Yoyogi Kyōgijō, Tokio Schiedsrichter: Oscar Raluy López, Angel Sabroso Ramírez |
| 26. Juli 2021 14:15 Uhr | Strafen: 5×                 | Spielbericht | Strafen: 2× 5×               | Kokuritsu Yoyogi Kyōgijō, Tokio Schiedsrichter: Oscar Raluy López, Angel Sabroso Ramírez |

| 26. Juli 2021 19:30 Uhr | Bahrain                      | 25:26        | Portugal                     | Kokuritsu Yoyogi Kyōgijō, Tokio Schiedsrichter: Robert Schulze, Tobias Tönnies |
| 26. Juli 2021 19:30 Uhr | meiste Tore: Mohamed Ahmed 8 | (15:14)      | meiste Tore: Pedro Portela 6 | Kokuritsu Yoyogi Kyōgijō, Tokio Schiedsrichter: Robert Schulze, Tobias Tönnies |
| 26. Juli 2021 19:30 Uhr | Strafen: 1× 4×               | Spielbericht | Strafen: 1× 5×               | Kokuritsu Yoyogi Kyōgijō, Tokio Schiedsrichter: Robert Schulze, Tobias Tönnies |

| 26. Juli 2021 21:30 Uhr | Japan                        | 26:28        | Schweden                    | Kokuritsu Yoyogi Kyōgijō, Tokio Schiedsrichter: Bojan Lah, David Sok |
| 26. Juli 2021 21:30 Uhr | meiste Tore: Hiroki Motoki 6 | (14:17)      | meiste Tore: Hampus Wanne 8 | Kokuritsu Yoyogi Kyōgijō, Tokio Schiedsrichter: Bojan Lah, David Sok |
| 26. Juli 2021 21:30 Uhr | Strafen: 1× 4×               | Spielbericht | Strafen: 1×                 | Kokuritsu Yoyogi Kyōgijō, Tokio Schiedsrichter: Bojan Lah, David Sok |

| 28. Juli 2021 9:00 Uhr | Dänemark                            | 31:21        | Bahrain                                                                  | Kokuritsu Yoyogi Kyōgijō, Tokio Schiedsrichter: Václav Horáček, Jiří Novotný |
| 28. Juli 2021 9:00 Uhr | meiste Tore: Jóhan á Plógv Hansen 6 | (12:7)       | meiste Tore: Ahmed Fadhul, Mohamed Ali, Ahmed Almaqabi, Mahdi Habib je 3 | Kokuritsu Yoyogi Kyōgijō, Tokio Schiedsrichter: Václav Horáček, Jiří Novotný |
| 28. Juli 2021 9:00 Uhr | Strafen: 1×                         | Spielbericht | Strafen: 3×                                                              | Kokuritsu Yoyogi Kyōgijō, Tokio Schiedsrichter: Václav Horáček, Jiří Novotný |

| 28. Juli 2021 11:00 Uhr | Schweden                     | 29:28        | Portugal                                                     | Kokuritsu Yoyogi Kyōgijō, Tokio Schiedsrichter: Oscar Raluy López, Angel Sabroso Ramírez |
| 28. Juli 2021 11:00 Uhr | meiste Tore: Niclas Ekberg 9 | (14:14)      | meiste Tore: André Gomes, Alexis Borges, Miguel Martins je 4 | Kokuritsu Yoyogi Kyōgijō, Tokio Schiedsrichter: Oscar Raluy López, Angel Sabroso Ramírez |
| 28. Juli 2021 11:00 Uhr | Strafen: 1× 2×               | Spielbericht | Strafen: 1× 6×                                               | Kokuritsu Yoyogi Kyōgijō, Tokio Schiedsrichter: Oscar Raluy López, Angel Sabroso Ramírez |

| 28. Juli 2021 14:15 Uhr | Japan                            | 29:33        | Ägypten                       | Kokuritsu Yoyogi Kyōgijō, Tokio Schiedsrichter: Robert Schulze, Tobias Tönnies |
| 28. Juli 2021 14:15 Uhr | meiste Tore: Shinnosuke Tokuda 8 | (11:18)      | meiste Tore: Ahmed El-Ahmar 8 | Kokuritsu Yoyogi Kyōgijō, Tokio Schiedsrichter: Robert Schulze, Tobias Tönnies |
| 28. Juli 2021 14:15 Uhr | Strafen: 1× 7×                   | Spielbericht | Strafen: 2×                   | Kokuritsu Yoyogi Kyōgijō, Tokio Schiedsrichter: Robert Schulze, Tobias Tönnies |

| 30. Juli 2021 11:00 Uhr | Bahrain                                           | 32:30        | Japan                        | Kokuritsu Yoyogi Kyōgijō, Tokio Schiedsrichter: Oscar Raluy López, Angel Sabroso Ramírez |
| 30. Juli 2021 11:00 Uhr | meiste Tore: Mohamed Ahmed, Husain al-Sayyad je 7 | (16:17)      | meiste Tore: Hiroki Motoki 7 | Kokuritsu Yoyogi Kyōgijō, Tokio Schiedsrichter: Oscar Raluy López, Angel Sabroso Ramírez |
| 30. Juli 2021 11:00 Uhr | Strafen: 2× 4×                                    | Spielbericht | Strafen: 4×                  | Kokuritsu Yoyogi Kyōgijō, Tokio Schiedsrichter: Oscar Raluy López, Angel Sabroso Ramírez |

| 30. Juli 2021 16:15 Uhr | Schweden                    | 22:27        | Ägypten                       | Kokuritsu Yoyogi Kyōgijō, Tokio Schiedsrichter: Charlotte Bonaventura, Julie Bonaventura |
| 30. Juli 2021 16:15 Uhr | meiste Tore: Lucas Pellas 7 | (9:13)       | meiste Tore: Mohammad Sanad 6 | Kokuritsu Yoyogi Kyōgijō, Tokio Schiedsrichter: Charlotte Bonaventura, Julie Bonaventura |
| 30. Juli 2021 16:15 Uhr | Strafen: 2×                 | Spielbericht | Strafen: 2×                   | Kokuritsu Yoyogi Kyōgijō, Tokio Schiedsrichter: Charlotte Bonaventura, Julie Bonaventura |

| 30. Juli 2021 19:30 Uhr | Portugal                        | 28:34        | Dänemark                     | Kokuritsu Yoyogi Kyōgijō, Tokio Schiedsrichter: Gjorgji Načevski, Slave Nikolov |
| 30. Juli 2021 19:30 Uhr | meiste Tore: Diogo Branquinho 4 | (19:20)      | meiste Tore: Mikkel Hansen 9 | Kokuritsu Yoyogi Kyōgijō, Tokio Schiedsrichter: Gjorgji Načevski, Slave Nikolov |
| 30. Juli 2021 19:30 Uhr | Strafen: 1× 4×                  | Spielbericht | Strafen: 3×                  | Kokuritsu Yoyogi Kyōgijō, Tokio Schiedsrichter: Gjorgji Načevski, Slave Nikolov |

| 1. August 2021 9:00 Uhr | Portugal                                                             | 30:31        | Japan                           | Kokuritsu Yoyogi Kyōgijō, Tokio Schiedsrichter: Arthur Brunner, Morad Salah |
| 1. August 2021 9:00 Uhr | meiste Tore: João Ferraz, Rui Silva, António Areia, André Gomes je 4 | (14:16)      | meiste Tore: Rennosuke Tokuda 6 | Kokuritsu Yoyogi Kyōgijō, Tokio Schiedsrichter: Arthur Brunner, Morad Salah |
| 1. August 2021 9:00 Uhr | Strafen: 2× 4×                                                       | Spielbericht | Strafen: 2×                     | Kokuritsu Yoyogi Kyōgijō, Tokio Schiedsrichter: Arthur Brunner, Morad Salah |

| 1. August 2021 11:00 Uhr | Ägypten                       | 30:20        | Bahrain                      | Kokuritsu Yoyogi Kyōgijō, Tokio Schiedsrichter: Oscar Raluy López, Angel Sabroso Ramírez |
| 1. August 2021 11:00 Uhr | meiste Tore: Ahmed El-Ahmar 5 | (15:7)       | meiste Tore: Mohamed Ahmed 4 | Kokuritsu Yoyogi Kyōgijō, Tokio Schiedsrichter: Oscar Raluy López, Angel Sabroso Ramírez |
| 1. August 2021 11:00 Uhr | Strafen: 2×                   | Spielbericht | Strafen: 1×                  | Kokuritsu Yoyogi Kyōgijō, Tokio Schiedsrichter: Oscar Raluy López, Angel Sabroso Ramírez |

| 1. August 2021 21:30 Uhr | Dänemark                                       | 30:33        | Schweden                                              | Kokuritsu Yoyogi Kyōgijō, Tokio Schiedsrichter: Robert Schulze, Tobias Tönnies |
| 1. August 2021 21:30 Uhr | meiste Tore: Mathias Gidsel, Jóhan Hansen je 5 | (13:17)      | meiste Tore: Jonathan Carlsbogård, Lukas Sandell je 6 | Kokuritsu Yoyogi Kyōgijō, Tokio Schiedsrichter: Robert Schulze, Tobias Tönnies |
| 1. August 2021 21:30 Uhr | Strafen: 3× 2×                                 | Spielbericht | Strafen: 2× 6×                                        | Kokuritsu Yoyogi Kyōgijō, Tokio Schiedsrichter: Robert Schulze, Tobias Tönnies |

### Finalrunde
Nach Beendigung der Vorrunde wurden Viertelfinale und Halbfinale im K.-o.-System ausgetragen. Stand ein Spiel nach der regulären Spielzeit unentschieden, wurde nach einer fünfminütigen Pause eine Verlängerung gespielt. Diese Verlängerung bestand aus zwei Halbzeiten zu je fünf Minuten, unterbrochen von einer einminütigen Halbzeitpause. Stand es anschließend weiter unentschieden, wurde nach einer fünfminütigen Pause eine weitere Verlängerung, ebenfalls mit zwei Halbzeiten zu je fünf Minuten, unterbrochen von einer einminütigen Halbzeitpause, gespielt. Wäre das Spiel auch nach der zweiten Verlängerung noch nicht entschieden gewesen, wäre der Sieger durch ein Siebenmeterwerfen ermittelt worden.
|  | Viertelfinale | Viertelfinale | Viertelfinale |  |  | Halbfinale | Halbfinale | Halbfinale |  |  | Finale           | Finale           | Finale           |
|  |               |               |               |  |  |            |            |            |  |  |                  |                  |                  |
|  | A 1           | Frankreich    | 42            |  |  |            |            |            |  |  |                  |                  |                  |
|  | B 4           | Bahrain       | 28            |  |  |            |            |            |  |  |                  |                  |                  |
|  |               |               |               |  |  | VF1        | Frankreich | 27         |  |  |                  |                  |                  |
|  |               |               |               |  |  | VF3        | Ägypten    | 23         |  |  |                  |                  |                  |
|  | A 3           | Deutschland   | 26            |  |  |            |            |            |  |  |                  |                  |                  |
|  | B 2           | Ägypten       | 31            |  |  |            |            |            |  |  |                  |                  |                  |
|  |               |               |               |  |  |            |            |            |  |  | HF1              | Frankreich       | 25               |
|  |               |               |               |  |  |            |            |            |  |  | HF2              | Dänemark         | 23               |
|  | B 3           | Schweden      | 33            |  |  |            |            |            |  |  |                  |                  |                  |
|  | A 2           | Spanien       | 34            |  |  |            |            |            |  |  |                  |                  |                  |
|  |               |               |               |  |  | VF2        | Spanien    | 23         |  |  |                  |                  |                  |
|  |               |               |               |  |  | VF4        | Dänemark   | 27         |  |  | Spiel um Platz 3 | Spiel um Platz 3 | Spiel um Platz 3 |
|  | B 1           | Dänemark      | 31            |  |  |            |            |            |  |  | HF1              | Ägypten          | 31               |
|  | A 4           | Norwegen      | 25            |  |  |            |            |            |  |  | HF2              | Spanien          | 33               |

#### Viertelfinale
| 3. August 2021 9:30 Uhr | Frankreich                 | 42:28        | Bahrain                         | Kokuritsu Yoyogi Kyōgijō, Tokio Schiedsrichter: Bojan Lah, David Sok |
| 3. August 2021 9:30 Uhr | meiste Tore: Kentin Mahé 9 | (21:14)      | meiste Tore: Husain al-Sayyad 5 | Kokuritsu Yoyogi Kyōgijō, Tokio Schiedsrichter: Bojan Lah, David Sok |
| 3. August 2021 9:30 Uhr | Strafen: 3×                | Spielbericht | Strafen: 2× 5×                  | Kokuritsu Yoyogi Kyōgijō, Tokio Schiedsrichter: Bojan Lah, David Sok |

| 3. August 2021 13:15 Uhr | Schweden                     | 33:34        | Spanien                    | Kokuritsu Yoyogi Kyōgijō, Tokio Schiedsrichter: Robert Schulze, Tobias Tönnies |
| 3. August 2021 13:15 Uhr | meiste Tore: Hampus Wanne 10 | (20:18)      | meiste Tore: Aleix Gómez 8 | Kokuritsu Yoyogi Kyōgijō, Tokio Schiedsrichter: Robert Schulze, Tobias Tönnies |
| 3. August 2021 13:15 Uhr | Strafen: 1× 4×               | Spielbericht | Strafen: 2× 3×             | Kokuritsu Yoyogi Kyōgijō, Tokio Schiedsrichter: Robert Schulze, Tobias Tönnies |

| 3. August 2021 17:00 Uhr | Dänemark                                    | 31:25        | Norwegen                      | Kokuritsu Yoyogi Kyōgijō, Tokio Schiedsrichter: Charlotte Bonaventura, Julie Bonaventura |
| 3. August 2021 17:00 Uhr | meiste Tore: Mikkel Hansen, Jacob Holm je 8 | (13:12)      | meiste Tore: Sander Sagosen 8 | Kokuritsu Yoyogi Kyōgijō, Tokio Schiedsrichter: Charlotte Bonaventura, Julie Bonaventura |
| 3. August 2021 17:00 Uhr | Strafen: 1× 4×                              | Spielbericht | Strafen: 1× 3× 1×             | Kokuritsu Yoyogi Kyōgijō, Tokio Schiedsrichter: Charlotte Bonaventura, Julie Bonaventura |

| 3. August 2021 20:45 Uhr | Deutschland                                   | 26:31        | Ägypten                                | Kokuritsu Yoyogi Kyōgijō, Tokio Schiedsrichter: Slave Nikolov, Gjorgji Načevski |
| 3. August 2021 20:45 Uhr | meiste Tore: Johannes Golla, Julius Kühn je 6 | (12:16)      | meiste Tore: Yahia Omar, Ali Zein je 5 | Kokuritsu Yoyogi Kyōgijō, Tokio Schiedsrichter: Slave Nikolov, Gjorgji Načevski |
| 3. August 2021 20:45 Uhr | Strafen: 1× 3×                                | Spielbericht | Strafen: 1×                            | Kokuritsu Yoyogi Kyōgijō, Tokio Schiedsrichter: Slave Nikolov, Gjorgji Načevski |

#### Halbfinale
| 5. August 2021 17:00 Uhr | Frankreich                              | 27:23        | Ägypten                                      | Kokuritsu Yoyogi Kyōgijō, Tokio Schiedsrichter: Oscar Raluy López, Angel Sabroso Ramírez |
| 5. August 2021 17:00 Uhr | meiste Tore: Hugo Descat, Dika Mem je 5 | (13:13)      | meiste Tore: Yahia Omar, Ahmed El-Ahmar je 5 | Kokuritsu Yoyogi Kyōgijō, Tokio Schiedsrichter: Oscar Raluy López, Angel Sabroso Ramírez |
| 5. August 2021 17:00 Uhr | Strafen: 3×                             | Spielbericht | Strafen: 1×                                  | Kokuritsu Yoyogi Kyōgijō, Tokio Schiedsrichter: Oscar Raluy López, Angel Sabroso Ramírez |

| 5. August 2021 21:00 Uhr | Spanien                                           | 23:27        | Dänemark                      | Kokuritsu Yoyogi Kyōgijō, Tokio Schiedsrichter: Arthur Brunner, Morad Salah |
| 5. August 2021 21:00 Uhr | meiste Tore: Alex Dujshebaev, Adrià Figueras je 5 | (10:14)      | meiste Tore: Mikkel Hansen 12 | Kokuritsu Yoyogi Kyōgijō, Tokio Schiedsrichter: Arthur Brunner, Morad Salah |
| 5. August 2021 21:00 Uhr | Strafen: 1× 4×                                    | Spielbericht | Strafen: 2×                   | Kokuritsu Yoyogi Kyōgijō, Tokio Schiedsrichter: Arthur Brunner, Morad Salah |

#### Spiel um Bronze
| 7. August 2021 17:00 Uhr | Ägypten                                                  | 31:33        | Spanien                    | Kokuritsu Yoyogi Kyōgijō, Tokio Schiedsrichter: Robert Schulze, Tobias Tönnies |
| 7. August 2021 17:00 Uhr | meiste Tore: Ahmed El-Ahmar, Mohamed Mamdouh Shebib je 7 | (16:19)      | meiste Tore: Aleix Gómez 8 | Kokuritsu Yoyogi Kyōgijō, Tokio Schiedsrichter: Robert Schulze, Tobias Tönnies |
| 7. August 2021 17:00 Uhr | Strafen: 2×                                              | Spielbericht | Strafen: 2× 4× 1×          | Kokuritsu Yoyogi Kyōgijō, Tokio Schiedsrichter: Robert Schulze, Tobias Tönnies |

#### Finale
| 7. August 2021 21:00 Uhr | Frankreich                  | 25:23        | Dänemark                     | Kokuritsu Yoyogi Kyōgijō, Tokio Schiedsrichter: Slave Nikolov, Gjorgji Načevski |
| 7. August 2021 21:00 Uhr | meiste Tore: Nedim Remili 5 | (14:10)      | meiste Tore: Mikkel Hansen 9 | Kokuritsu Yoyogi Kyōgijō, Tokio Schiedsrichter: Slave Nikolov, Gjorgji Načevski |
| 7. August 2021 21:00 Uhr | Strafen: 4×                 | Spielbericht | Strafen: 1×                  | Kokuritsu Yoyogi Kyōgijō, Tokio Schiedsrichter: Slave Nikolov, Gjorgji Načevski |

## Statistiken

### Platzierungen
| Rang | Team        | Spiele | Tore | Spieler |
| ---- | ----------- | ------ | ---- | --- |
| 1    | Frankreich  | 8      | 256  | Vincent Gérard (eingesetzt in 8 Spielen / 1 Tor geworfen), Yann Genty 8/0), Michaël Guigou (7/16), Hugo Descat (7/32), Nikola Karabatić 8/22), Timothey N’Guessan (5/8) – am 2. August ersetzt durch Romain Lagarde) (3/2), Kentin Mahé (8/19), Nedim Remili (8/32), Dika Mem (8/29), Melvyn Richardson (3/11), Luc Abalo (8/18), Valentin Porte (8/17), Luka Karabatić (8/11), Ludovic Fabregas (8/19), Nicolas Tournat (7/19)                                                 |
| 2    | Dänemark    | 8      | 255  | Niklas Landin Jacobsen (eingesetzt in 8 Spielen / 0 Tore geworfen), Kevin Møller (8/1), Magnus Landin Jacobsen (8/15), Magnus Saugstrup (8/18), Emil Manfeldt Jakobsen (3/7), Lasse Svan (7/14), Henrik Møllgaard Jensen 8/1), Mads Mensah Larsen (8/20), Henrik Toft Hansen (8/18), Mikkel Hansen (8/61), Morten Olsen (8/4), Jóhan Hansen (8/15), Lasse Bredekjær Andersson (6/6), Jacob Holm (8/29), Mathias Gidsel (8/46)                                                   |
| 3    | Spanien     | 8      | 245  | Gonzalo Pérez de Vargas (eingesetzt in 8 Spielen / 3 Tore geworfen), Rodrigo Corrales (8/0), Raúl Entrerríos (8/19), Daniel Sarmiento 8/18), Jorge Maqueda 8/12), Alex Dujshebaev (8/29), Eduardo Gurbindo (8/8), Antonio García (8/24), Viran Morros (3/0) – am 29. Juli ersetzt durch Miguel Sánchez-Migallón (4/7), Ferrán Solé (6/17), Aleix Gómez (8/44), Ángel Fernández (7/17), Adrià Figueras (8/37), Julen Aguinagalde (4/9), Gedeón Guardiola (8/1)                   |
| 4    | Ägypten     | 8      | 239  | Ahmed El-Ahmar (eingesetzt in 8 Spielen / 36 Tore geworfen), Seif El-Deraa (8/7), Yehia El-Deraa (8/22), Ibrahim El-Masry (8/1), Mohamed El-Tayar (8/1), Omar El-Wakil (8/20), Karim Hendawy (8/0), Hassan Kaddah (8/9), Ahmed Mesilhy (6/9), Ahmed Hesham (8/28), Ali Zein (7/20), Wisam Nawar (3/1), Yahia Omar (8/38), Mohammad Sanad (8/26), Mohamed Mamdouh Shebib (8/21)                                                                                                  |
| 5    | Schweden    | 6      | 177  | Andreas Palicka (eingesetzt in 6 Spielen / 2 Tore geworfen), Mikael Aggefors (6/0), Jonathan Carlsbogård (6/17), Max Darj (6/12), Niclas Ekberg (6/17), Daniel Pettersson (6/5), Hampus Wanne (6/41), Fredric Pettersson (6/7), Felix Claar (6/16), Lucas Pellas (6/10), Albin Lagergren (6/21), Jim Gottfridsson (6/16), Oskar Sunnefeldt (5/0), Lukas Sandell (6/13), Anton Lindskog (1/0)                                                                                    |
| 6    | Deutschland | 6      | 172  | Johannes Bitter (eingesetzt in 6 Spielen / 0 Tore geworfen), Paul Drux (6/11), Uwe Gensheimer (6/16), Johannes Golla (6/19), Kai Häfner (6/8), Timo Kastening (6/27), Juri Knorr (6/7), Jannik Kohlbacher (1/0), Julius Kühn (6/17), Finn Lemke (6/1), Hendrik Pekeler (6/9), Marcel Schiller (5/17), Philipp Weber (6/14), Steffen Weinhold (6/26), Andreas Wolff (6/0) |
| 7    | Norwegen    | 6      | 161  | Kristian Sæverås (eingesetzt in 6 Spielen / 1 Tor geworfen), Torbjørn Bergerud (6/0), Kristian Bjørnsen (6/10), Kevin Gulliksen (6/12), Magnus Jøndal (6/25), Christian O’Sullivan (6/12), Sander Sagosen (6/43), Simen Holand Pettersen (3/0), Magnus Fredriksen (6/3), Harald Reinkind (6/21), Magnus Rød (6/12), Kent Robin Tønnesen (3/0), Bjarte Myrhol (6/8), Petter Øverby (6/4), Magnus Gullerud (6/10)                                                                 |
| 8    | Bahrain     | 6      | 157  | Mohamed Abdulredha (eingesetzt in 6 Spielen / 2 Tore geworfen), Mohamed Ahmed (6/30), Ali Merza (6/15), Hasan Ali (6/7), Mohamed Ali (6/12), Mohamed Ali (6/0), Ahmed al-Maqabi (6/12), Hasan al-Samahiji (6/7), Husain al-Sayyad (6/25), Ali Eid (6/12), Ahmed Fadhul (6/15), Mahdi Habib (5/8), Husain Mahfoodh (6/0), Komail Mahfoodh (0/0) – am 28. Juli ersetzt durch Bilal Askani (1/0), Mohamed Mohamed (6/12)                                                           |
| 9    | Portugal    | 5      | 143  | Humberto Gomes (eingesetzt in 5 Spielen / 0 Tore geworfen), Gustavo Capdeville (5/0), Diogo Branquinho (5/12), António Areia (5/13), Pedro André Caseiro Portela (4/15), Gilberto Duarte (3/2), André Gomes (5/16), Fábio Magalhães (5/6), João Ferraz (5/17), Miguel Martins (5/11), Rui Silva (5/15), Alexis Borges (5/14), Daymaro Salina (5/8), Luís Frade (5/10), Victor Iturriza (3/4)                                                                                    |
| 10   | Brasilien   | 5      | 128  | Fábio Chiuffa (eingesetzt in 5 Spielen / 21 Tore geworfen), Felipe Borges (5/5), Guilherme Torriani (5/0), Gustavo Rodrigues (4/12), Haniel Langaro (5/20), João Pedro da Silva (5/21), José Guilherme de Toledo (2/0) – am 27. Juli ersetzt durch Henrique Teixeira (1/0), Leonardo Dutra (5/20), Leonardo Terçariol (5/2), Rangel da Rosa (5/0), Rogério Moraes Ferreira (5/9), Rudolph Hackbarth (3/5), Thiago Ponciano (5/4), Thiagus Petrus (5/3), Vinícius Teixeira (5/6) |
| 11   | Japan       | 5      | 146  | Naoki Sugioka (eingesetzt in 4 Spielen / 1 Tor geworfen), Yuta Iwashita (5/0), Kenya Kasahara (5/9), Adam Yuki Baig (5/14), Kohei Narita (5/2), Shinnosuke Tokuda (5/14), Jin Watanabe (5/14), Remi Anri Doi (5/14), Motoki Sakai (5/1), Hiroki Motoki (5/26), Tatsuki Yoshino (5/19), Yuto Agarie (3/9), Kōtarō Mizumachi (5/10), Rennosuke Tokuda (3/6), Shūichi Yoshida (5/7)                                                                                                |
| 12   | Argentinien | 5      | 125  | Federico Gastón Fernández (eingesetzt in 4 Spielen / 4 Tore geworfen), Federico Pizarro (3/4) – am 31. Juli ersetzt durch Santiago Baronetto (1/3), Sebastián Simonet (5/7), Pablo Vainstein (5/2), Diego Simonet (4/19), Ignacio Pizarro (5/19), Pablo Simonet (5/11), Pedro Martínez (4/8), Lucas Moscariello 5/15), Gonzalo Carou (4/3), Ramiro Martínez (5/17), Gastón Mouriño (5/8), Leonel Maciel (5/1), Nicolás Bonanno (5/4), Juan Bar (5/0)                            |

### Torschützenliste
| Rang | Spieler        | Tore (davon 7 m) | Effizienz | Spiele |
| ---- | -------------- | ---------------- | --------- | ------ |
| 01   | Mikkel Hansen  | 61 (31)          | 61 %      | 8      |
| 02   | Mathias Gidsel | 46 (0)           | 81 %      | 8      |
| 03   | Aleix Gómez    | 44 (19)          | 94 %      | 8      |
| 04   | Sander Sagosen | 43 (12)          | 52 %      | 6      |
| 05   | Hampus Wanne   | 41 (10)          | 72 %      | 6      |
| 06   | Yahia Omar     | 38 (3)           | 60 %      | 8      |
| 07   | Adrià Figueras | 34 (0)           | 79 %      | 8      |
| 08   | Ahmed El-Ahmar | 36 (17)          | 73 %      | 8      |
| 09   | Hugo Descat    | 32 (15)          | 86 %      | 8      |
| 09   | Nedim Remili   | 32 (0)           | 62 %      | 8      |

### Torhüter
| Rang | Spieler                | gehalten (Torwürfe) | Effizienz | Spiele |
| ---- | ---------------------- | ------------------- | --------- | ------ |
| 01   | Johannes Bitter        | 32 (96)             | 33 %      | 6      |
| 02   | Karim Hendawy          | 57 (180)            | 32 %      | 8      |
| 02   | Niklas Landin Jacobsen | 64 (198)            | 32 %      | 8      |
| 04   | Mikael Aggefors        | 25 (80)             | 31 %      | 6      |
| 04   | Torbjørn Bergerud      | 51 (164)            | 31 %      | 6      |
| 04   | Vincent Gérard         | 74 (236)            | 31 %      | 8      |
| 07   | Mohamed El-Tayar       | 41 (135)            | 30 %      | 8      |
| 07   | Leonardo Terçariol     | 39 (128)            | 30 %      | 5      |
| 09   | Gustavo Capdeville     | 25 (85)             | 29 %      | 5      |
| 09   | Kevin Møller           | 28 (96)             | 29 %      | 8      |

### Allstar-Team
| Position                    | Spieler          | Land       |
| --------------------------- | ---------------- | ---------- |
| Tor:                        | Vincent Gérard   | Frankreich |
| Linksaußen:                 | Hugo Descat      | Frankreich |
| Rückraum links:             | Mikkel Hansen    | Dänemark   |
| Rückraum Mitte:             | Nedim Remili     | Frankreich |
| Rückraum rechts:            | Yahia Omar       | Ägypten    |
| Rechtsaußen:                | Aleix Gómez      | Spanien    |
| Kreis:                      | Ludovic Fabregas | Frankreich |
| MVP (Wertvollster Spieler): | Mathias Gidsel   | Dänemark   |